# Палин, Карл
Карл Палин (швед. Carl Pahlin, 28 января 1915, Швеция — 5 января 2010, Эстерсунд, Емтланд) — шведский лыжник, двукратный призёр чемпионата мира.

## Карьера
На чемпионате мира 1938 года в Лахти был 7-м в гонке на 18 км. На чемпионате мира 1939 года в Закопане завоевал две медали. В гонке на 18 км, показав время 1:06,35, он занял третье место, уступив 30 секунд серебряному медалисту финну Клаэсу Карппинену, и более минуты выиграл у ставшего четвёртым другого финна Калле Ялканена. В эстафетной гонке вместе с Альваром Хегглундом, Сельмом Стенваллём и Юном Вестбергом завоевал серебро, чуть более минуты уступив победившим финнам и почти 4 минуты выиграв у ставших третьими итальянцев.
Других значимых достижений на международном уровне не имеет, в Олимпийских играх никогда не участвовал.